# 拉布卡维巴恩哈特蒂
拉布卡维巴恩哈特蒂（Rabkavi Banhatti），是印度卡纳塔克邦Bagalkot县的一个城镇。总人口70242（2001年）。

## 人口
该地2001年总人口70242人，其中男性35762人，女性34480人；0—6岁人口9312人，其中男4874人，女4438人；识字率58.26%，其中男性为67.24%，女性为48.93%。